# Oskar Kalmaru
Oskar Kalmaru, född 1983, är en svensk internetentreprenör. Han var grundare av, och verkställande direktör för, Bubblare som är ett videocommunity där man kan se andras hemgjorda filmer och ladda upp egna. Oskar Kalmaru har även arbetat med ungdomscommunityn Hamsterpaj.
Karriärtidningen Att:ention och Expressen utsåg hösten 2006 Oskar Kalmaru till en i Sveriges nya mediemaktelit.